# Trezor

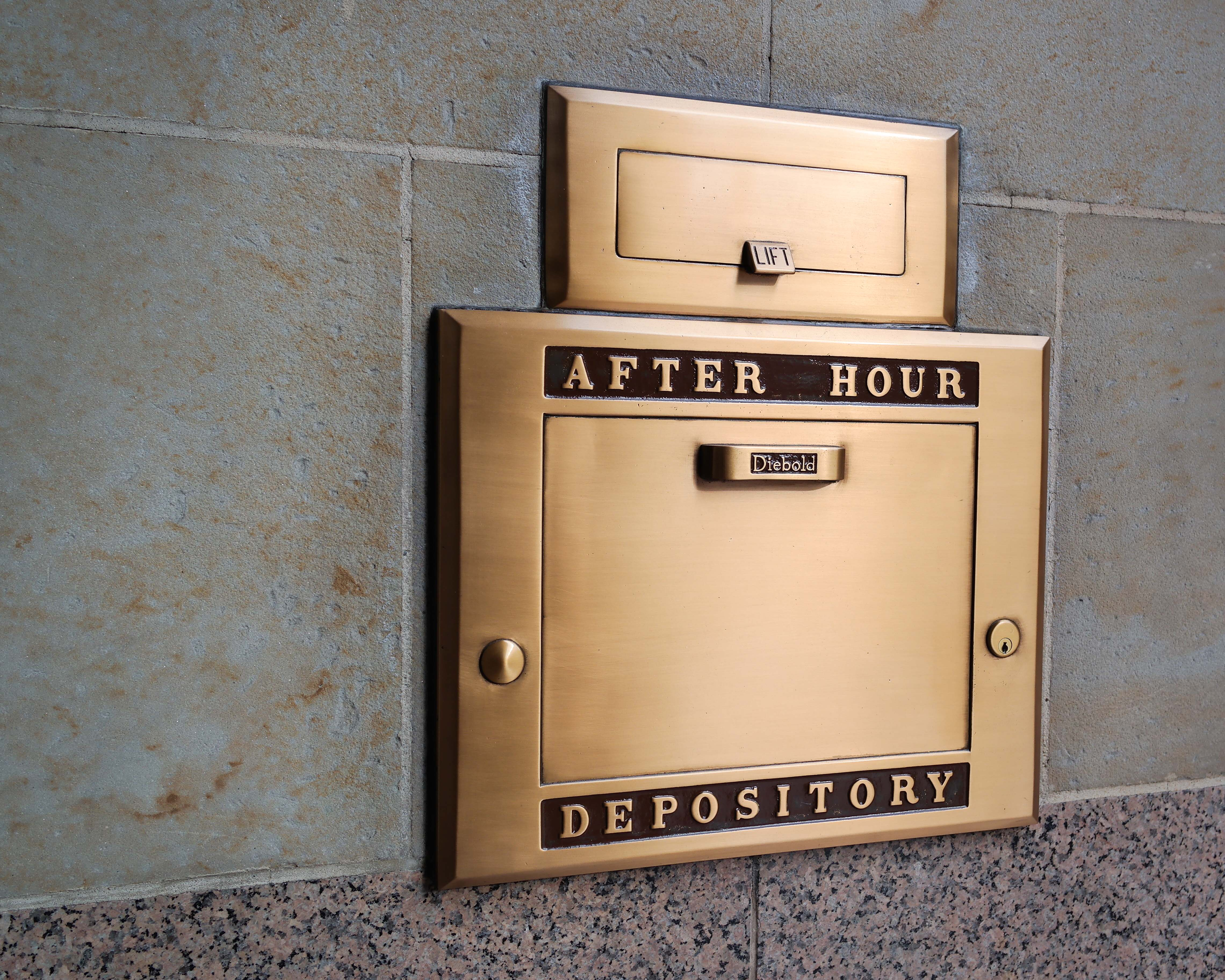
Trezor nocny w banku w San Diego

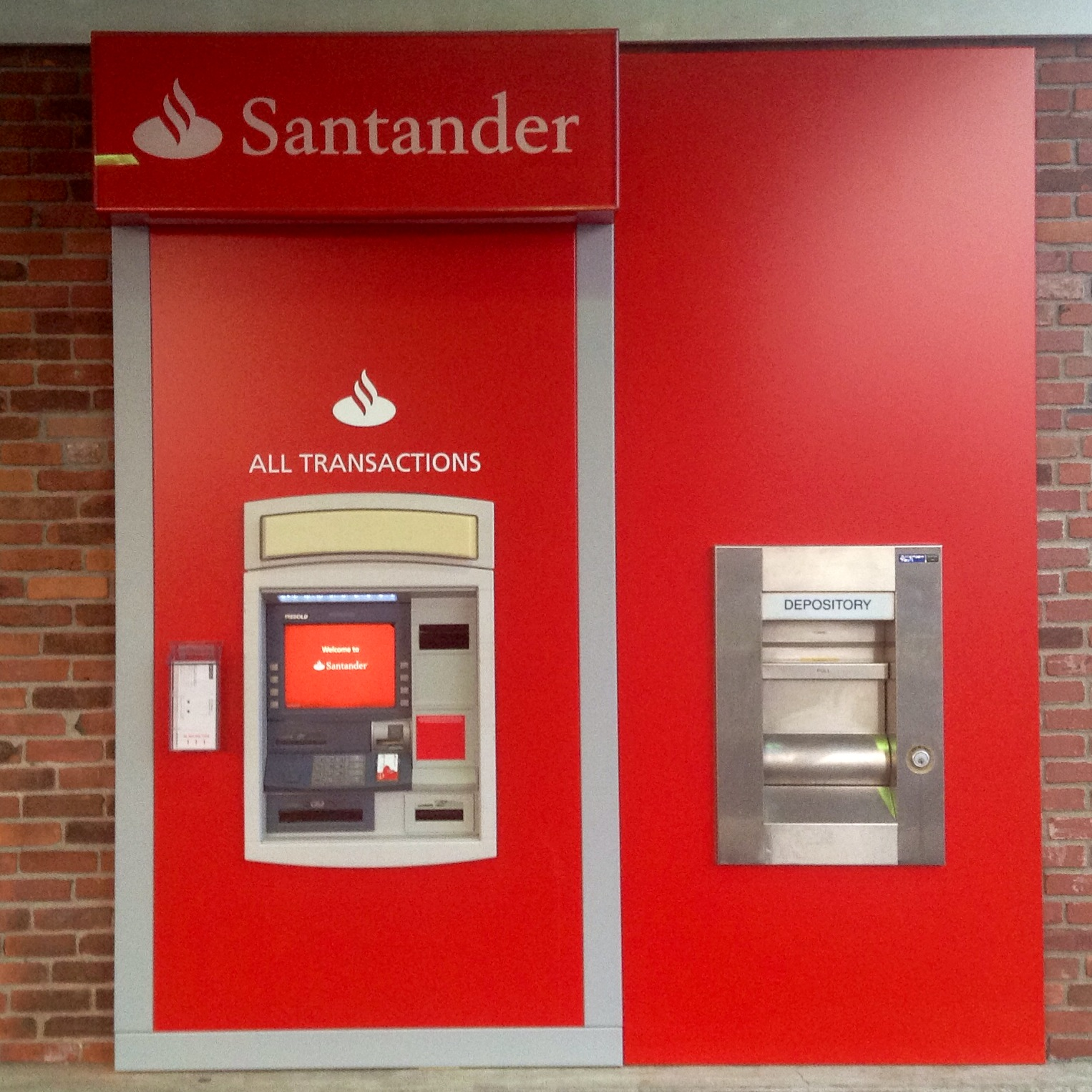
Trezor (po prawej) banku Santander w USA (2014)

Trezor (wrzutnia) – zabezpieczona skrytka w banku umożliwiająca całodobowe deponowanie pieniędzy.
Pieniądze do trezora wrzucane są najczęściej w specjalnych kopertach, po czym trafiają do odpowiednio zabezpieczonego miejsca, zazwyczaj jakiegoś rodzaju szafy pancernej, do której dostęp mają wyłącznie uprawnieni pracownicy. Następnego dnia pieniądze są przeliczane. Ze względów bezpieczeństwa banki przeprowadzają odpowiednią weryfikację klientów zanim przyznają im dostęp do trezora. Trezor może mieć formę prostej wrzutni mechanicznej, ale może być także wyposażony w rozwiązania elektroniczne: klawiaturę, wyświetlacz, drukarkę fiskalną, głośnik, a także czujniki i kamery.
Korzystanie z trezora jest popularnym rozwiązaniem między innymi wśród pracowników sklepów, którzy mogą codziennie wrzucać tam dzienny utarg.
Trezor jest obecnie stosowany również przez niektóre biblioteki umożliwiając całodobowe zwroty książek.